# Girona (tartomány)
Girona tartomány (spanyolul provincia) Spanyolországban, Katalóniában található. Székhelye Girona, ahol 2018-ban közel százezer ember él.
A tartományhoz 221 település tartozik, köztük Llívia is, ami egy exklávé Franciaországban.
A következő járások teljes egészében a tartományban helyezkednek el: Alt Empordà, Baix Empordà, Garrotxa, Gironès, Pla de l’Estany és Ripollès.
A többi járás csak részben fekszik a tartomány területén:, Selva (Minden település, kivéve Fogars de la Selva), Cerdanya (csak a keleti rész) és Osona (csak három település, Espinelves, Vidrà és Viladrau).